# 晶睿通訊
晶睿通訊股份有限公司（VIVOTEK INC.，臺證所：3454）是一家智慧安防解決方案領導品牌，提供IP攝影機、影像管理軟體、網路錄影機及VORTEX智慧安防雲端平台，積極導入AI與邊緣運算技術，提供全方位軟、硬整合的安防解決方案。

## 歷史[1]
晶睿通訊於2000年由10位台大電子所同一專研多媒體的研究室之學長學弟為基礎成立，公司坐落於臺灣新北市中和區。2011年在台灣證券交易所掛牌上市（股票代碼：3454），現與超過100個國家共200多家授權經銷商建立策略夥伴關係，並在美國、日本、荷蘭、印度及墨西哥設有子公司或辦事處。
由於創業初期尚不具規模經濟，初期並沒有自行開發晶片，而是採取購買其他廠商的DSP，同時寫韌體的模式來開發產品；當市場主流是還是JPEG和CCD時，便研發MPEG-4加上CMOS的規格。在2003年才開始投入系統單晶片（SoC）研發，以強化價格競爭的韌性、並增加功能擴充的彈性。2007年為了專業分工，將IC設計部門分割獨立成睿緻科技，針對HDTV的趨勢，進一步導入H.264規格。
行銷策略採取ODM業務暨自有品牌VIVOTEK並行：前者是與國際網路通訊大廠進行合作開發，而後者則是與各國專業監控廠商策略聯盟，於當地建立行銷通路，導入多元垂直市場，聚焦智慧城市、智慧工廠、智慧交通，同步擴展至教育、零售、永續等領域。
2017年，晶睿通訊加入全球電源管理解決方案領導品牌台達集團，成為樓宇自動化業務安全與智能的核心事業之一。2021年，公司進行品牌銳變，轉型安防解決方案提供商，主打「We Get The Picture」品牌精神，攜手利害關係人，邁向更安全、更智慧、更永續的未來。
2022年，晶睿通訊推出智慧雲端安防平台VORTEX，首度跨足訂閱制雲端服務，提供混合雲解決方案，將攝影機本地儲存、邊緣人工智慧影像分析以及影像存檔和雲端備份相互結合，確保使用者在有限的頻寬效率條件下，也能享受輕鬆存取和更智慧的視訊監控管理服務。
2025年適逢晶睿通訊成立25年，推出週年口號「MAKE TOMORROW EASIER, TODAY!」（美好的未來，從今天開始！），這句口號象徵著對未來的承諾，通過落實AI科技和雲端解決方案的創新趨勢，從現在開始積極行動，讓生活變得更簡單、更美好。

## 永續與獲獎[3]
2025年於台灣證交所第十一屆公司治理評鑑中榮獲第二級，入選「市值50億至100億元」企業前5%。
2024年榮登a&s全球安防50強第14位，為台灣唯一入選前20強的安防企業，並連續12年入榜。
2024年入選經濟部產業發展署「台灣國際品牌」，已連續五年獲此殊榮。
2024年榮獲104人力銀行首屆「最佳雇主品牌獎」，在近450家企業中名列前10%，為台灣安防產業唯一獲獎企業。
2024年第四屆「安全地圖」永續專案，首度前進東台灣，由跨部門專業團隊組成安防小隊，運用核心專業投入社會公益，透過AI科技創新方案，持續提升社區安全，展現企業社會責任。

## 外部連結
- 晶睿通訊股份有限公司 （页面存档备份，存于）
- 晶睿通訊LinkedIn
- 晶睿通訊Youtube頻道
- 晶睿通訊年報 （页面存档备份，存于）
- 晶睿通訊永續報告書 （页面存档备份，存于）

1. ↑  .   [2025-05-12]. （原始内容存档于2025-03-24）.
2. ↑  .   [2025-05-12]. （原始内容存档于2025-03-24）.
3. ↑  .   [2025-05-12]. （原始内容存档于2025-03-24）.